# ハンドサッカー
ハンドサッカーとは日本で考案されたサッカーを基にして作られた障害者スポーツである。

## 概要

### 一般的なサッカーとの違い
- 障害の状態に合わせ、３つのポジション(フィールドプレイヤー・スペシャルシューター・ポイントゲッター)とゴールキーパーで競技する。
- 1チームは、フィールドプレイヤーは4人、スペシャルシューターは1人、ポイントゲッターは1人、ゴールキーパーは1人の、計7人から成る。
- 選手はそれぞれ5~10秒ボールを保持することができ、それ以上は出来ない。
- ボールキャッチが困難な選手は身体や車いすに触れたときにパスが認められる。
- ボールの保持とパスの適用は審判が決定する。